# 綦才
綦才（1552年—？），字色鋤，號桂亭，山東萊州府掖縣人，軍籍，明朝政治人物。

## 生平
萬曆元年（1573年）癸酉科鄉試三十五名舉人。曾任蓬莱县儒学教谕。萬曆十四年（1586年），登丙戌科会试第四十二名，第三甲第六十三名進士。吏部观政，授河南嵩縣知縣。二十年擢授四川道御史，二十一年巡盐两淮。因谏立东宫谪官，不久卒。

## 家族
曾祖父綦賢；祖父綦俊，曾任大使；父親綦鯨，曾任教諭。母吳氏。永感下。兄綦猷（生员）。